# Пескасероли
Пескасѐроли (на италиански: Pescasseroli, на местен диалект Peschë, Пескъ) е малък град и община в Южна Италия, провинция Акуила, регион Абруцо. Разположен е на 1167 m надморска височина. Населението на общината е 2271 души (към 2010 г.).
В Пескасероли се намира администрацията на разположения в близост Национален парк „Абруцо, Лацио и Молизе“.

## Личности
Родени
- Бенедето Кроче (1866-1952), италиански интелектуалец, философ, критик и политик